# Îlot de Forja
Pour l’article homonyme, voir FORJA.
L'îlot de Forja (en portugais : Ilhéu da Forja) est un îlot situé dans la freguesia de São Martinho, dont la municipalité est Funchal, à Madère, au Portugal.